# Хансен, Пиа
Пи́а Кари́на Ха́нсен (в девичестве — Ларссон, швед. Pia Carina Hansen; 25 сентября 1965, Игнаберга, Швеция) — шведская спортсменка-стрелок из винтовки. Олимпийская чемпионка в дубль-трапе на летних Олимпийских играх 2000 года, чемпионка мира 1999 года.

## Спортивная биография
На крупных международных турнирах Хансен дебютировала в 1998 году на чемпионате мира в Барселоне. В дубль-трапе шведская спортсменка заняла лишь 28 место. Первым крупным успехом в карьере Хансен стала серебряная медаль в дубль-трапе на мировом первенстве 1999 года в финском Тампере. Спустя год Хансен дебютировала на летних Олимпийских играх в Сиднее. В категории трап шведская спортсменка не смогла пробиться в финал, отстав от шестого места всего на один балл. В дубль-трапе Хансен захватила лидерство уже в кваливикации, опережая ближайшую соперницу на 5 очков. В финале Пиа набрала 36 очков, что позволило ей остаться на первой строчке и стать олимпийской чемпионкой.
В 2004 году на летних Олимпийских играх в Афинах Хансен вновь приняла участие в двух дисциплинах турнира по стендовой стрельбе. Обе дисциплины (трап и дубль-трап) прошли для шведской спортсменки по одинаковому сценарию. Оба раза Хансен неплохо начинала квалификационные соревнования, однако все три серии предварительного раунда провести стабильно на высоком уровне не удавалось. В результате Хансен заняла 9 место в обеих дисциплинах с отставанием в 2 очка от 6 места, которое давало право участвовать в финале.
После окончания Олимпийских игр в Афинах результаты Хансен пошли на спад. В итоге это привело к тому, что шведская спортсменка не смогла отобраться на Олимпийские игры 2008 года в Пекин в дисциплине трап (соревнования по дубль-трапу на играх 2008 года не проводились).

## Результаты на Олимпийских играх
| Трап       | 8 место 64 | 9 место 58  |
| Дубль-трап | 112+36     | 9 место 105 |